# Ebrahim Sadegi
Ebrahim Sadegi (per. ابراهیم صادقی, ur. 4 lutego 1979 w Karadżu) – irański piłkarz występujący na pozycji pomocnika.

## Kariera piłkarska
Ebrahim Sadegi w sezonie 1998/1999 występował w zespole Fajr Sepasi. Od 1999 jest zawodnikiem klubu Saipa Karadż. W sezonie 2006/2007 zdobył z tą drużyną mistrzostwo kraju, triumfując w rozgrywkach Pucharu Zatoki Perskiej.
Ebrahim Sadegi w 2007 zadebiutował w reprezentacji Iranu. W 2007 został powołany do kadry narodowej na Puchar Azji. W 2008 zwyciężył z drużyną narodową w Pucharze Azji Zachodniej.

### Sukcesy

#### Saipa Karadż
- Zwycięstwo
  - Puchar Zatoki Perskiej: 2006/2007

#### Reprezentacja Iranu
- Zwycięstwo
  - Puchar Azji Zachodniej: 2008